# Епархия Диполога

Провинция Северная Замбоанга (выделено красным)

Епархия Диполога (лат. Dioecesis Dipologana) — епархия Римско-Католической церкви с центром в городе Диполог, Филиппины. Епархия Диполога распространяет свою юрисдикцию на провинцию Северная Замбоанга. Епархия Диполога входит в митрополию Осамиса. Кафедральным собором епархии Диполога является церковь Пресвятой Девы Марии Розария.

## История
31 июля 1967 года Римский папа Павел VI издал буллу Quantum prosit, которой учредил епархию Диполога, выделив её из архиепархии Замбоанги. В этот же день епархия Диполога вошла в митрополию Замбоанги.
24 января 1983 года епархия Диполога вошла в митрополию Осамиса.

## Ординарии епархии
- епископ Felix Sanchez Zafra (31.07.1967 — 20.10.1986) — назначен епископом Тагбиларана;
- епископ Jose Ricare Manguiran (27.05.1987 — 25.07.2014);
- епископ Severo C. Caermare (с 25 июля 2014 года).

## Источник
- Annuario Pontificio, Libreria Editrice Vaticana, Città del Vaticano, 2003, ISBN 88-209-7422-3
- Булла Quantum prosit  (лат.)